# 施晴晴
施晴晴是臺灣女性漫畫家，筆名BIGUN，曾以描述線上遊戲的「SDP救援遊戲」獲得未來數位第一屆未來盃華語漫畫獎第二名。2011年，以融入鹿港在地特色的奇幻小品「小故事－神筆」拿下金漫獎漫畫潛力獎佳作。
2012年，首本單行本《春秋師聖》把孔子畫成熱血少年故事。

## 作品一覽
《春秋師聖》（第一卷）出版日期：2012.08.9　出版發行：未來數位
《勇者(略)》（全12冊）於2021.03.11出版至第11卷 出版發行：東立出版社

## 獎項紀錄
- 2011年《SDP救援遊戲》第一屆未來盃華語漫畫獎第二名
- 2011年《小故事－神筆》金漫獎漫畫潛力獎佳作
- 2012年《魔王勇者》第一屆開拓極短篇原創大賞（页面存档备份，存于）優選

## 外部連結
- BIGUN大槍的Facebook專頁